# Tajny agent (powieść)
Tajny Agent, opowieść prosta (tytuł oryg. The Secret Agent: A Simple Tale) – napisany w ironicznym tonie polityczno-kryminalny dramat psychologiczny Josepha Conrada, opublikowany w 1907, dedykowany H. G. Wellsowi. 
Conrad oparł Tajnego agenta na autentycznych wydarzeniach z 15 lutego 1894, gdy w parku otaczającym Królewskie Obserwatorium w Greenwich doszło do eksplozji bomby. Miała ona wysadzić obserwatorium, lecz wskutek przedwczesnej detonacji wybuchła w rękach znanego londyńskiej policji francuskiego anarchisty Martiala Bourdina. W 1920 Conrad opatrzył Tajnego Agenta wstępem, w którym wyjaśnia, co zainspirowało go do napisania tej powieści i odpiera zarzucane mu sympatie pro-rewolucyjne.
Pierwszy polski przekład wydany został w roku 1908. Polskie wersje opracowali tłumacze:
- Maria Gąsiorowska
- Aniela Zagórska
- Agnieszka Glinczanka
- Maciej Świerkocki

## Fabuła powieści
Rzecz dzieje się w Londynie w 1886 roku. Adolf Verloc, inteligentny, lecz gnuśny grubas w średnim wieku, od jedenastu lat jest tajnym agentem-prowokatorem niesprecyzowanego kraju. Dla niepoznaki prowadzi sklepik z „podejrzanymi towarami”, takimi jak środki antykoncepcyjne i wydawnictwa  o charakterze pornograficznym pomieszane z francuskimi pismami humorystycznymi i materiałami piśmiennymi. Wraz z żoną Winnie, pulchną, starannie uczesaną młodą kobietą, tęgą teściową cierpiącą na opuchliznę nóg i nerwowym, opóźnionym w rozwoju szwagrem Steviem, wiedzie pozornie uregulowane życie w swym mieszkaniu połączonym ze sklepem w Soho.
Od czasu do czasu odwiedzają go znajomi anarchiści: „apostoł nadziei humanitarnych” Michaelis, który po piętnastu latach więzienia za nieumyślne zabicie policjanta opuścił je chorobliwie otyły; stary, łysy z kozią bródką delegat Międzynarodowego Czerwonego Komitetu Karl Yundt; postawny i silny towarzysz Aleksander Ossipon zwany Doktorem, bo studiował przez krótki czas medycynę. Wydają oni broszurę pt. P.P.  (Przyszłość Proletariatu). Na spotkaniach w domu Verloca prowadzą dyskusje filozoficzno-polityczne, snują wizje nowego świata. Policja wie o ich działalności (przypuszczalnie od Verloca), ale uważa ich za nieszkodliwych dziwaków.
Pewnego ranka, w odpowiedzi na listowne wezwanie, Verloc udaje się do „pewnej” ambasady na rozmowę z Władimirem, jej nowym pierwszym sekretarzem. Władimir oschle informuje Verloca, że w przeciwieństwie do swego poprzednika barona Stott-Wartenheima uważa go za mało użytecznego dla interesów swojego kraju. Jeśli więc Verloc chce nadal otrzymywać pensję, musi wysadzić w powietrze „pierwszy południk”, czyli Obserwatorium Królewskie w Greenwich, aby napędzić stracha angielskiej burżuazji, która żywi sentymentalny szacunek dla „swobody indywidualnej”, a także wierzy, że nauka jest źródłem jej dobrobytu.
Akcja powieści wybiega teraz naprzód. Jest już po eksplozji bomby, która jednak nie wysadziła w powietrze obserwatorium, lecz zabiła kogoś w parku Greenwich. Towarzysz Ossipon rozmawia w piwiarni z Profesorem, małym człowieczkiem w okularach. Profesor jest specjalistą od materiałów wybuchowych, obecnie zaś pracuje nad usprawnieniem detonatora. W rozmowie wychodzi na jaw, że to właśnie on dał Verlocowi  bombę. Profesor domyśla się, że bomba eksplodowała za wcześnie i zabiła Verloca.
Po rozstaniu się z Ossiponem Profesor natyka się na komisarza Heata z wydziału przestępstw specjalnych, który właśnie śpieszy do parku obejrzeć szczątki człowieka rozerwanego przez bombę. Z wymiany zdań między nimi wynika, że Heat nie sądzi, by Profesor lub któryś z rodzimych anarchistów miał coś wspólnego z tym wybuchem. Raczej uważa to za robotę jakichś cudzoziemców.
Od policjanta, który znalazł się pierwszy na miejscu tragedii Heat dowiaduje się, że pewna staruszka widziała dwóch ludzi wychodzących z pobliskiej stacji. Zapamiętała, że jeden z nich był jasnowłosym chłopcem w ciemnogranatowym palcie z aksamitnym kołnierzem i niósł blaszaną puszkę. Według policjanta chłopiec potknął się o wystające korzenie i upadł, a to co niósł, po prostu wybuchło. Również urzędnik kolejowy, który odbierał bilety na stacji, zapamiętał dwóch ludzi i blaszaną puszkę. Na podstawie zebranych biletów zdołał ustalić, skąd przyjechali  – z pewnej małej pod-londyńskiej miejscowości. Heat wie, że mieszka tam anarchista Michaelis.
Oglądając z bliska to, co zostało z palta ofiary, Heat trafia na kawałek materiału z  adresem. Teraz komisarz Heat udaje się do nadinspektora zdać mu raport ze swych ustaleń. Po wysłuchaniu komisarza nadinspektor składa wizytę członkowi parlamentu, by zastanowić się wspólnie nad wagą i znaczeniem zamachu. Nie podoba im się to, że ślady wiodą do Michaelisa, z którym każdy z nich ma powiązania towarzyskie.
Akcja powieści cofa się do czasu przed eksplozją. Matka Winnie przeprowadza się do domu opieki prowadzonego przez instytucję dobroczynną. Winnie i Stevie odwożą ją wynajętą dorożką, której woźnica ma hak zamiast dłoni. Opowieści woźnicy o biedzie, smaganie biczem konia i groźnie wyglądający hak doprowadzają wrażliwego Steviego do ataku paniki. Winnie z trudem udaje się uspokoić brata. Wieczorem Verloc oświadcza, że wyjeżdża na kilka dni na kontynent w sprawach służbowych.
Po powrocie Verloca z kontynentu Winnie prosi go, by spędzał więcej czasu z jej bratem. Liczy, że spacery z jej mężem podziałają uspokajająco na Steviego. Verloc proponuje, że zawiezie chłopca na wieś do Michaelisa i zostawi go tam na kilka dni. W dniu wybuchu w parku Greenwich Verloc wraca do domu dopiero o zmierzchu. Jest w bardzo złym humorze Mówi Winnie, że muszą opuścić Anglię. W tym celu podjął z banku całe swoje oszczędności. Potem wychodzi z domu z jakimś wysokim, chudym brunetem o długiej twarzy i podkręconych wąsach (jest nim nadinspektor). Chwilę później w sklepie Verloca zjawia się komisarz Heat, by ustalić, dlaczego zamachowiec miał przyszyty do podpinki palta ten adres.
Winnie, na widok strzępu materiału z adresem, który sama napisała używając atramentu z ich sklepu, nie ma wątpliwości, że to Stevie zginął w wybuchu w parku Greenwich. Wraca Verloc. Heat, nie chcąc, by na jaw wyszły związki Verloca z policją, namawia go do ucieczki na kontynent albo jeszcze dalej. Po odejściu komisarza Verloc usiłuje oczyścić się przed żoną z winy za śmierć Steviego, jednocześnie bagatelizując tę tragedię. Złości się na swych mocodawców, Władimira nazywa „zarozumiałą świnią” i poucza żonę, jak ma prowadzić sklep w czasie, gdy on będzie siedział w więzieniu. Winnie wysłuchuje jego perorowania w złowrogim milczeniu. W chwili, gdy  leżący na kanapie Verloc niczego się nie spodziewa, oszalała z rozpaczy po stracie ukochanego brata kobieta zadaje mu śmiertelny cios nożem kuchennym.
Odzyskawszy przytomność umysłu Winnie wybiega z domu z zamiarem rzucenia się do Tamizy. Błąkając się po ulicach, spotyka towarzysza Ossipona, który jest święcie przekonany, że w parku Greenwich zginął Verloc. Wyznaje Winnie miłość i namawia ją na wspólny wyjazd do Paryża. Do pociągu wsiadają razem, ale Ossipon wyskakuje z niego w biegu – z pieniędzmi Verloca. Jakiś czas później Ossipon dowiaduje się z gazety o niezidentyfikowanej pasażerce statku kursującego po Kanale Angielskim, która zniknęła, zostawiwszy na leżaku ślubną obrączkę. On jeden wie, kim była owa tajemnicza kobieta.

## Recepcja
W 1998 wydawnictwo Modern Library umieściło powieść na 46. miejscu na liście 100 najlepszych powieści anglojęzycznych XX wieku. 

## Ekranizacje
- 1936: Tajny Agent (reż. Alfred Hitchcock)[2];
- 1996: Tajny Agent (reż. Christopher Hampton).